# Roye (Somme)
Roye é uma comuna francesa na região administrativa de Altos da França, no departamento de Somme. Estende-se por uma área de 15,55 km². Em 2010 a comuna tinha 5 770 habitantes (densidade: 371,1 hab./km²).